# Mockingbird (chanson)
Pour les articles homonymes, voir Mockingbird.
Singles de Eminem
Like Toy Soldiers Ass Like That
Pistes de Encore
Spend Some Time Crazy In Love
Mockingbird est une chanson du rappeur américain Eminem. Sortie le 12 novembre 2004, elle sert le 25 avril 2005 de cinquième single pour le cinquième album studio d'Eminem, Encore. La chanson est produite par Eminem lui-même et Luis Resto. Une nouvelle fois, le rappeur y parle de sa relation avec sa fille Hailie, sa fille adoptée Alaina et les problèmes qu'il rencontre avec leur mère Kim. Les labels distribuant cette chanson sont les mêmes qui produisent le septième album du rappeur, à savoir Interscope Records, Aftermath Entertainment, le label fondé par Dr.Dre, le producteur exécutif d' Encore et enfin Shady Records, label créé par Eminem et Paul Rosenberg, le manager du rappeur de Détroit. La pochette du single reprend une image du clip vidéo. 
Le single a atteint la quatrième place des charts au Royaume-Uni et la 11e aux États-Unis. Pour cette chanson, Eminem reçoit sa 6e nomination pour la Grammy Award de la meilleure chanson de rap mais s'incline face à Gold Digger de Kanye West et Jamie Foxx. Mockingbird apparaît sur le best-of du rappeur sorti en 2006, Curtain Call: The Hits.

## Genèse
Eminem utilise dans Mockingbird la technique du storytelling, sur le même modèle que Stan ou Kim. Les paroles, très personnelles, parlent de la relation qu'il entretient avec sa jeune fille Hailie ainsi qu'Alaina, sa fille adoptive. Il traite encore une fois des relations tumultueuses qu'il entretient avec son ex-femme et mère de sa fille, Kim. Au début du titre, Eminem parle de son mariage raté et s'excuse auprès de ses filles en reprenant la célèbre berceuse Hush, Little Baby. Le second couplet est quant à lui axé sur la difficulté d'avoir une vie de famille traditionnelle avec le succès qu'il rencontre.

## Accueil critique

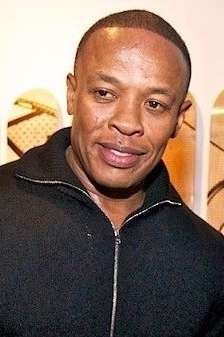
Le mentor d'Eminem, Dr. Dre apparaît dans le clip vidéo de Mockingbird.

La plupart des critiques pour Mockingbird sont positives. Cependant, David Browne pour Entertainment Weekly tire une critique négative: «Une fois encore, Eminem adresse une chanson à sa fille et explique à quel point il travaille dur pour être un bon père. Une fois encore il se plaint de certaines femmes dont son ex-femme et sa mère. Une fois encore on entend un skit où il appelle son avocat, inquiet». Le journaliste J-23 pour Hip Hop DX est plus élogieux: «Les choses vont un peu mieux à la fin de l'album, Mockingbird est une nouvelle chanson pour Hailie, point d'orgue de l'album pour son "flow" parfait». USA Today et le spécialiste du rap Steve Jones donnent un avis positif: «L'attachant Mockingbird parle directement à sa fille de 9 ans et sa nièce de 8 ans, leur expliquant les problèmes de leur mère avec la loi et ses absences du domicile familial». Rap Reviews est satisfait par le titre: «De manière très prévisible, Eminem dédie sur cet album une chanson à sa fille Hailie avec Mockingbird. Mais ce qui était moins prévisible, c'est que cela fonctionne très bien». The New York Times est mitigé: «L'ode d'Eminem en mode j'adore-tellement-ma-fille n'est pas le moment le plus excitant de l'album». Stylus Magazine donne une critique négative: «Eminem était encore une fois obligé de pondre un hymne à sa fille». 

## Clip vidéo
Le clip vidéo est diffusé pour la première fois sur MTV le 21 février 2005. On y voit le rappeur assis dans un canapé en train de regarder des vidéos de famille où apparaissent sa fille. Il y a également des images d'Eminem en studio avec son mentor Dr. Dre. C'est la seconde fois qu'Eminem porte des lunettes dans un clip vidéo après Stan.  Le clip vidéo tourné en janvier 2005.

## Classements
| Classement (2005)                        | Meilleure position |
| ---------------------------------------- | ------------------ |
| Australie ARIA Charts                    | 9                  |
| Autriche                                 | 18                 |
| Belgique (Région flamande) - Ultratop 50 | 30                 |
| European Hot 100 Singles                 | 8                  |
| Allemagne                                | 15                 |
| Irlande                                  | 7                  |
| Danemark (Tracklisten)                   | 11                 |
| Italie                                   | 20                 |
| Pays-Bas - Nederlandse Top 40            | 19                 |
| Nouvelle-Zélande                         | 8                  |
| Norvège                                  | 7                  |
| Suisse                                   | 14                 |
| UK Singles Chart                         | 4                  |
| Billboard Hot 100                        | 11                 |
| Billboard Hot R&B/Hip-Hop Songs          | 51                 |
| Billboard Hot Rap Tracks                 | 10                 |
| Billboard Pop 100                        | 9                  |